# Jølster
Jølster este o comună din provincia Sogn og Fjordane, Norvegia.